# Maïwenn
Maïwenn, właśc. Maïwenn Le Besco (ur. 17 kwietnia 1976 w Les Lilas) – francuska aktorka, reżyserka i scenarzystka filmowa. Wystąpiła w teledysku do piosenki „Promises” zespołu The Cranberries.

## Filmografia

### aktorka
- 1981: Za rok, jak dobrze pójdzie (L'année prochaine... si tout va bien) jako Prune, dziecko
- 1983: Mordercze lato (L'été meurtrier) jako Elle w wieku dziecięcym
- 1983: Les enquêtes du commissaire Maigret jako Colette
- 1985: Double face jako dziewczynka
- 1988: L'autre Nuit jako Joan
- 1990: Lacenaire jako Hermine
- 1990: La famille Ramdam
- 1991: La gamine jako Carole Lambert
- 1994: Leon zawodowiec (Léon) jako Blond Babe
- 1997: Piąty element (The Fifth Element) jako Plavalaguna, kosmiczna diva
- 1998: Coquillettes
- 2000: Le marquis
- 2000: La mécanique des femmes
- 2001: 8 rue Charlot
- 2001: L'oiseau rare jako Diane
- 2002: Nestor Burma
- 2002: On ne peut pas plaire à tout le monde jako ona sama
- 2003: Blady strach (Haute tension) jako Alex
- 2003: Osmose jako przyjaciółka solenizantki
- 2004: Les parisiens jako Shaa
- 2004: 20h10 pétantes jako ona sama
- 2004: I'm an actrice jako Isabelle, matka
- 2005: Star Stuff
- 2005: 10 Year Retrospective: Cast and Crew Look Back jako ona sama
- 2005: Odwaga miłości (Le courage d'aimer) jako Shaa
- 2006: Wybacz mi (Pardonnez-moi) jako Violette
- 2008: Bal aktorek (Le bal des actrices) jako Maïwenn
- 2011: Polisse jako Melissa
- 2020: DNA (ADN)
- 2023: Kochanica króla Jeanne du Barry (Jeanne du Barry)

### reżyserka
- 2004: I'm an actrice
- 2006: Wybacz mi (Pardonnez-moi)
- 2008: Bal aktorek (Le bal des actrices)
- 2011: Polisse
- 2015: Moja miłość (Mon roi)
- 2020: DNA (ADN)
- 2023: Kochanica króla Jeanne du Barry (Jeanne du Barry)

### scenarzystka
- 2003: Café de la gare (sztuka teatralna)
- 2004: I'm an actrice
- 2006: Wybacz mi (Pardonnez-moi)
- 2008: Bal aktorek (Le bal des actrices)
- 2011: Polisse
- 2015: Moja miłość (Mon roi)
- 2020: DNA (ADN)
- 2023: Kochanica króla Jeanne du Barry (Jeanne du Barry)

### spektakle
- 2001: Le pois chiche

## Nagrody
- 2007:
  - nominacja do nagrody Cezara z najlepszy debiut (za film Wybacz mi)
  - nominacja do nagrody Cezara dla najbardziej obiecującej aktorki (za film Wybacz mi)